# تشارلز إدوارد مانسفيلد
تشارلز إدوارد مانسفيلد (بالإنجليزية: Charles Edward Mansfield)‏ (11 أكتوبر 1828 - 1 أغسطس 1907 في إيطاليا)؛ دبلوماسي وروائي بريطاني.